# Francesco Gonzaga
Francesco Gonzaga (Palermo, 6 dicembre 1538 – Roma, 6 gennaio 1566) è stato un cardinale e arcivescovo cattolico italiano.

## Biografia
Francesco Gonzaga nacque a Palermo nel 1538, figlio di Ferrante I Gonzaga, conte di Guastalla, e di Isabella di Capua. Destinato dai genitori alla carriera ecclesiastica, sin dalla nascita gli venne riconosciuto il titolo di Arciprete di Guastalla e abate commendatario di Acquanegra.
Col fratello Giovanni Vincenzo Gonzaga (anch'egli futuro cardinale), Francesco compì gli studi umanistici presso l'università degli studi di Padova, sotto la guida dello zio, il cardinale Ercole Gonzaga, per poi laurearsi definitivamente in legge presso il medesimo ateneo. Terminati gli studi il 26 febbraio 1560 venne inserito nella curia romana come protonotario apostolico partecipante.
Ricevette la porpora cardinalizia da papa Pio IV durante il concistoro del 26 febbraio 1561 e ricevette il 10 marzo successivo la diaconia di San Nicola in Carcere Tulliano. Il 16 luglio 1562 optò per il titolo di San Lorenzo in Lucina che, pro illa vice, venne dichiarata diaconia. Legato nelle regioni di Campagna e Marittima dal 1561, succedette ai possedimenti di suo zio Ercole nel 1563 ed optò dunque per l'ordine dei cardinali presbiteri ottenendo il titolo effettivo di presbiteriato per la chiesa di San Lorenzo in Lucina il 1º marzo 1564.
Il 2 marzo 1562, inoltre, era stato eletto vescovo di Cosenza con dispensa per non aver ancora raggiunto l'età canonica per la nomina, dando definitivamente le dimissioni dalla sede dell'arcidiocesi il 12 gennaio 1565. Venne eletto quindi vescovo di Mantova il 15 maggio 1565, ancora una volta con dispensa per non aver ancora raggiunto l'età canonica per la nomina.
Morì a Roma alle 21 del 6 gennaio 1566 durante il conclave che portò all'elezione di papa Pio V. Il suo corpo, spostato dalla sede del conclave e deposto in una barella all'una di notte, venne sepolto poi nella chiesa di San Lorenzo in Lucina di cui era titolare a Roma.

## Ascendenza
|                       |                   |                            | Genitori                         |  |  | Nonni |  |  | Bisnonni           |  |  | Trisnonni           |  |
|                       |                   |                            |                                  |  |  |       |  |  | Federico I Gonzaga |  |  | Ludovico II Gonzaga |  |
|                       |                   |                            |                                  |  |  |       |  |  | Federico I Gonzaga |  |  | Ludovico II Gonzaga |  |
|                       |                   | Barbara di Brandeburgo     |                                  |  |  |       |  |  | Federico I Gonzaga |  |  |                     |  |
| Francesco II Gonzaga  |                   |                            |                                  |  |  |       |  |  | Federico I Gonzaga |  |  |                     |  |
|                       |                   | Margherita di Baviera      | Alberto III di Baviera           |  |  |       |  |  |                    |  |  |                     |  |
|                       |                   | Margherita di Baviera      | Alberto III di Baviera           |  |  |       |  |  |                    |  |  |                     |  |
|                       |                   | Margherita di Baviera      | Anna di Braunschweig-Grubenhagen |  |  |       |  |  |                    |  |  |                     |  |
| Ferrante I Gonzaga    |                   | Margherita di Baviera      |                                  |  |  |       |  |  |                    |  |  |                     |  |
|                       |                   | Ercole I d'Este            | Niccolò III d'Este               |  |  |       |  |  |                    |  |  |                     |  |
|                       |                   | Ercole I d'Este            | Niccolò III d'Este               |  |  |       |  |  |                    |  |  |                     |  |
|                       |                   | Ercole I d'Este            | Ricciarda di Saluzzo             |  |  |       |  |  |                    |  |  |                     |  |
| Isabella d'Este       |                   | Ercole I d'Este            |                                  |  |  |       |  |  |                    |  |  |                     |  |
|                       |                   | Eleonora d'Aragona         | Ferdinando I di Napoli           |  |  |       |  |  |                    |  |  |                     |  |
|                       |                   | Eleonora d'Aragona         | Ferdinando I di Napoli           |  |  |       |  |  |                    |  |  |                     |  |
|                       |                   | Eleonora d'Aragona         | Isabella di Chiaromonte          |  |  |       |  |  |                    |  |  |                     |  |
| Cesare I Gonzaga      |                   | Eleonora d'Aragona         |                                  |  |  |       |  |  |                    |  |  |                     |  |
|                       | Andrea I di Capua | Francesco di Capua         |                                  |  |  |       |  |  |                    |  |  |                     |  |
|                       | Andrea I di Capua | Francesco di Capua         |                                  |  |  |       |  |  |                    |  |  |                     |  |
|                       | Andrea I di Capua | Elisabetta Conti           |                                  |  |  |       |  |  |                    |  |  |                     |  |
| Ferdinando I di Capua | Andrea I di Capua |                            |                                  |  |  |       |  |  |                    |  |  |                     |  |
|                       |                   | Maria d’Ayerbe d’Aragona   | Sancio d’Ayerbe d’Aragona        |  |  |       |  |  |                    |  |  |                     |  |
|                       |                   | Maria d’Ayerbe d’Aragona   | Sancio d’Ayerbe d’Aragona        |  |  |       |  |  |                    |  |  |                     |  |
|                       |                   | Maria d’Ayerbe d’Aragona   | Bianca Sanz                      |  |  |       |  |  |                    |  |  |                     |  |
| Isabella di Capua     |                   | Maria d’Ayerbe d’Aragona   |                                  |  |  |       |  |  |                    |  |  |                     |  |
|                       |                   | Giovan Francesco del Balzo | Raimondo del Balzo               |  |  |       |  |  |                    |  |  |                     |  |
|                       |                   | Giovan Francesco del Balzo | Raimondo del Balzo               |  |  |       |  |  |                    |  |  |                     |  |
|                       |                   | Giovan Francesco del Balzo | Antonia de Corretis              |  |  |       |  |  |                    |  |  |                     |  |
| Antonicca del Balzo   |                   | Giovan Francesco del Balzo |                                  |  |  |       |  |  |                    |  |  |                     |  |
|                       |                   | Margherita del Balzo       | Angilberto del Balzo             |  |  |       |  |  |                    |  |  |                     |  |
|                       |                   | Margherita del Balzo       | Angilberto del Balzo             |  |  |       |  |  |                    |  |  |                     |  |
|                       |                   | Margherita del Balzo       | Maria Conquesta Orsini del Balzo |  |  |       |  |  |                    |  |  |                     |  |
|                       |                   | Margherita del Balzo       |                                  |  |  |       |  |  |                    |  |  |                     |  |

## Stemma
| Immagine | Blasonatura |
| -------- | --- |
|          | Cardinale Stemma della famiglia Gonzaga di Guastalla. Lo scudo, accollato a una croce astile patriarcale d'oro, posta in palo, è timbrato da un cappello con cordoni e nappe di rosso. Le nappe, in numero di trenta, sono disposte quindici per parte, in cinque ordini di 1, 2, 3, 4, 5 Motto:BELLA GERANT ALII |